# Njasviž
Njasviž (in bielorusso Нясві́ж?; in russo Несвиж?, Nesviž; in lituano Nesvyžius, in polacco Nieśwież) è una città della Bielorussia. È un centro amministrativo nella voblasc' di Minsk e sede di un Patrimonio dell'umanità dell'UNESCO, il Castello di Njasviž.

## Storia
I primi documenti che parlano della città di Njasviž risalgono all'anno 1223. In poco tempo essa cadde sotto il potere di uno stato vicino, il Granducato di Lituania. Nel XV secolo, quando era ancora una piccola città, divenne possedimento della famiglia Radziwiłł. Da allora e fino al 1939 il ramo principale di quella famiglia sviluppò Niasviž come la propria residenza.
Nel 1562, poco prima che il Granducato di Lituania si unisse al Regno di Polonia per creare la Confederazione polacco-lituana, qui venne stampato il primo libro in bielorusso (all'epoca non esisteva la lingua bielorussa nel senso comune del termine).

## Monumenti e luoghi d'interesse
- Il Castello di Njasviž. Grande residenza della famiglia Radziwiłł, in stile rinascimentale-barocco, eretta su un castello medievale fra il 1582 al 1604. Profondamente trasformata e ampliata nel XVIII secolo, hanno valso alla città l'iscrizione nelle liste del Patrimonio dell'umanità dell'UNESCO,

- La Chiesa del Corpus Domini (1587-1593) fu una delle prime chiese gesuite del mondo e la prima costruzione barocca dell'Europa orientale. Il suo stile italiano ha esercitato enorme influenza sulla'architettura della Bielorussia, della Polonia e della Lituania.
- Il Municipio, del 1586.
- La Porta di Sluck, del 1700.

## Amministrazione

### Gemellaggi
- Cava de' Tirreni